# كين روزنتال
كين روزنتال (بالإنجليزية: Ken Rosenthal) هو صحفي أمريكي، ولد في 19 سبتمبر 1962 في الولايات المتحدة.